# Gens Fundània
La gens Fundània (en llatí Fundania gens) va ser una gens romana d'origen plebeu que apareix a la meitat del segle iii aC. Només un dels seus membres va arribar al consolat l'any 243 aC, però després els Fundanii van ser una família secundària sense cap intervenció rellevant. L'únic cognom que van utilitzar va ser Fundulus.
Alguns personatges d'aquesta gens van ser:
- Gai Fundani Fúndul, cònsol el 243 aC
- Marc Fundani Fúndul, edil plebeu el 213 aC
- Marc Fundani, tribú de la plebs el 195 aC
- Gai Fundani, cavaller romà amic de Ciceró
- Gai Fundani escriptor de comèdies del temps d'August